# Eiconaxius asper
Eiconaxius asper är en kräftdjursart som först beskrevs av M. J. Rathbun 1906.  Eiconaxius asper ingår i släktet Eiconaxius och familjen Axiidae. Inga underarter finns listade i Catalogue of Life.